# Jean Chapelain
Jean Chapelain (født 4. december 1595, død 22. februar 1674) var en fransk filosof og forfatter.
Hans første udgivne værk var et forord til Adone af Giambattista Marini. Så fulgte en række oversættelser og mindre kendte digte inden han i 1656 udgav de første 12 satser af sit kendte episke værk La Pucelle, som han havde arbejdet på i 20 år. Senere fulgte seks udgaver af det samme digt – skrevet på 18 måneder, noget som gjorde ham til genstand for kritik, blandt andet i form af en satire af Nicolas Boileau-Despreaux, som kaldte ham «Le plus grand poète Français qu’ait jamais été et du plus solidejugement». Hans rygte som kritiker overlevede dog nedturen.